# 21440 Elizacollins
A 21440 Elizacollins (ideiglenes jelöléssel 1998 FB125) a Naprendszer kisbolygóövében található aszteroida. A LINEAR projekt keretében fedezték fel 1998. március 24-én.